# Лето је криво за све
Лето је криво за све је југословенски филм из 1961. године. Режирао га је Пуриша Ђорђевић, који је написао и сценарио.
Југословенска кинотека у сарадњи са А1 и Авала студиос је дигитално обновила овај филмски класик.
Премијера је одржана 28. августа 2021. у оквиру манифестације А1 кинотека – летњи биоскоп на отвореном у Нишу.

## Радња
Приликом вађења возних карата, Вишња је забуном принуђена да отпутује на море пре свог мужа. Доласком у летовалиште, Вишња стиче многобројне удвараче али и пут за њеног мужа ка мору није без искушења. Пребродивши сва искушења срећни се враћају кући.

## Улоге
| Глумац                     | Улога                  |
| -------------------------- | ---------------------- |
| Мија Алексић               | Доситеј                |
| Олга Нађ                   | Вишња                  |
| Соња Хлебш                 | плавуша                |
| Милена Дравић              | Наталија               |
| Властимир Ђуза Стојиљковић | келнер                 |
| Раде Марковић              | Мајор                  |
| Милан Ајваз                | руководилац кампа      |
| Драгомир Бојанић Гидра     | милиционер             |
| Станко Буханац             | Улични продавац новина |
| Сима Илић                  | железничар             |
| Миодраг Поповић Деба       | морнар                 |
| Мавид Поповић              | снагатор               |
| Михајло Бата Паскаљевић    | плашљивац              |
| Бранимир Тори Јанковић     |                        |
| Марко Маринковић           |                        |
| Миливоје Мића Томић        |                        |
| Олга Станисављевић         |                        |
| Нада Касапић               |                        |
| Љиљана Михајловић          |                        |
| Васо Перишић               |                        |
| Драган Пешић               |                        |
| Стеван Штукеља             |                        |
| Радмило Ћурчић             | Дебели                 |
| Растислав Јовић            |                        |

Комплетна филмска екипа  ▼
| Редитељ                   | Пуриша Ђорђевић    |                                          |
| Сценариста                | Пуриша Ђорђевић    |                                          |
| Композитор                | Дарко Краљић       |                                          |
| Директор фотографије      | Бранко Иватовић    | директор фотографије                     |
| Монтажер                  | Мирјана Митић      |                                          |
| Сценограф                 | Зоран Зорчић       |                                          |
| Уметнички директор        | Миодраг Мирић      |                                          |
| Костимограф               | Никола Рајић       |                                          |
| Одсек за шминку           | Савета Ковач       | шминкерка                                |
| Менаџер продукције        | Драгољуб Ђорђевић  | вођа снимања                             |
| Менаџер продукције        | Никола Курилић     | директор филма                           |
| Менаџер продукције        | Александар Поповић | помоћник директора филма                 |
| Помоћник режије           | Војин Чолак Антић  | помоћник редитеља                        |
| Помоћник режије           | Никола Мајдак      | помоћник редитеља                        |
| Уметнички одсек           | Драган Видовић     | сценски реквизитер                       |
| Одсек за звук             | Живко Пивнички     | тон мајстор                              |
| Одсек за камеру и расвету | Ђорђе Марчуловић   | пратилац камере                          |
| Одсек за камеру и расвету | Ђорђе Николић      | први асистент сниматеља                  |
| Одсек за камеру и расвету | Боривоје Ристић    | пратилац камере                          |
| Одсек за камеру и расвету | Бранко Вукадиновић | фотограф                                 |
| Одсек за костим           | Катица Дакић       | гардеробер                               |
| Одсек за монтажу          | Бојана Субота      | асистент монтажера (као Бојана Чобански) |
| Музички одсек             | Дубравка Нешовић   | музика: тематска песма                   |
| Музички одсек             | Петар Радосављевић | музички уредник                          |
| Остала екипа              | Марија Гаврин      | секретар режије                          |